# 州間高速道路82号線
州間高速道路82号線（しゅうかんこうそくどうろ82ごうせん、Interstate 82、略称: I-82）はアメリカ合衆国太平洋岸北西部のワシントン州とオレゴン州を通る州間高速道路。北西部の終点エレンズバーグ (ワシントン州)で90号線と、南東部の終点ハーミストン (オレゴン州)で84号線と接続しており、全長は231.07kmである。ヤキマやトリシティズを通り、90号線経由でシアトル、84号線経由でボイシを連絡している。また、82号線はエレンズバーグ-ユニオンギャップ間がアメリカ国道97号線の、ヤキマ-トリシティズ間がアメリカ国道12号線の、ケニウィック-ユマティラ間がアメリカ国道395号線の重用区間となっている。

## 全長
| miles  | km     | 通過州       |
| ------ | ------ | ------------ |
|        |        |              |
| 132.57 | 213.35 | ワシントン州 |
| 11.01  | 17.72  | オレゴン州   |
|        |        |              |
| 143.58 | 231.07 | 合計         |

## 通過する主要都市
ワシントン州

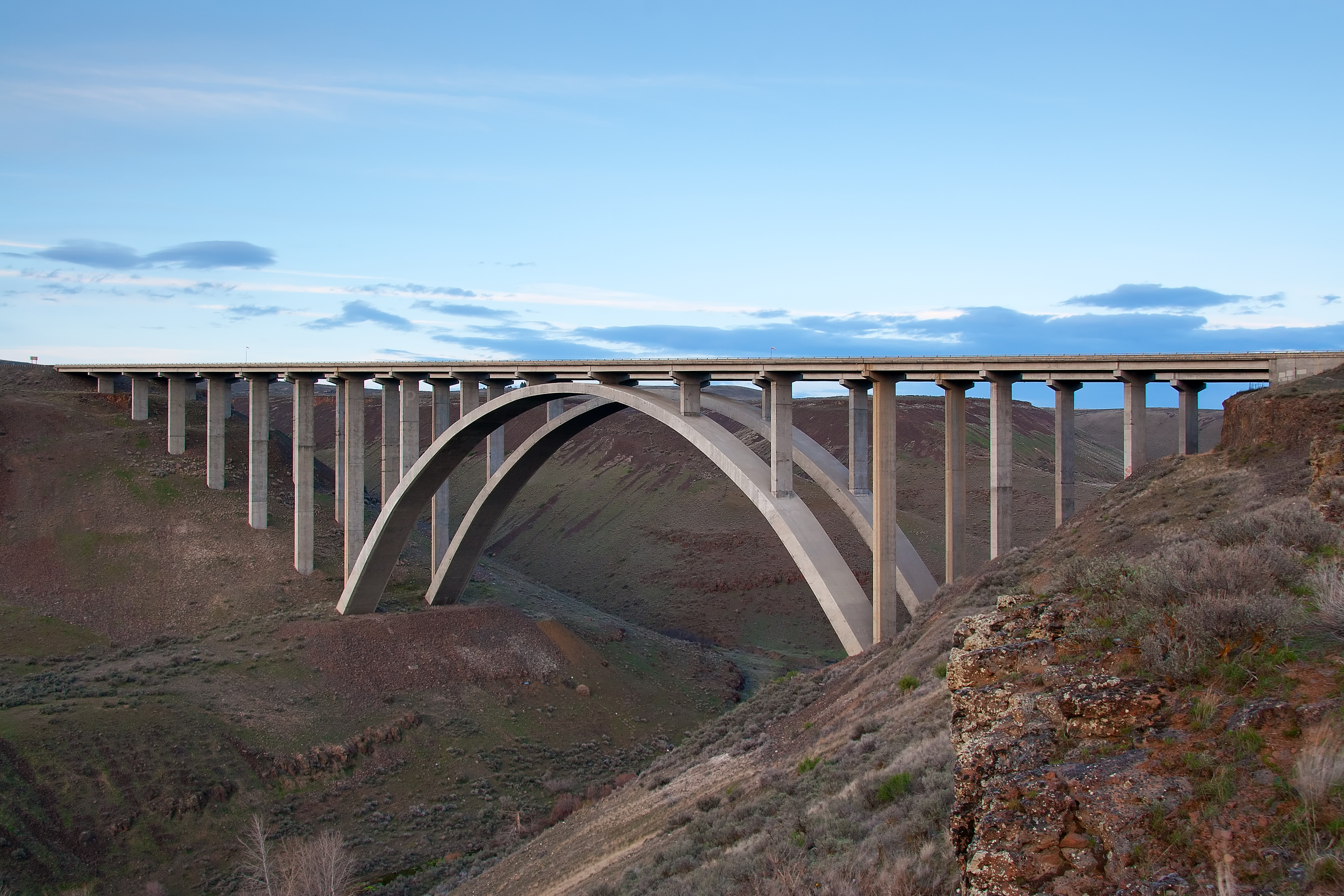
フレッド・G・レッドモン橋

- エレンズバーグ（州間高速道路90号線と接続）
- ヤキマ
- ユニオンギャップ（英語版）
- トリシティズ

オレゴン州
- ハーミストン（州間高速道路84号線と接続）